# Координатний вектор
Координа́тний ве́ктор у лінійній алгебрі — це представлення вектора як упорядкованого списку чисел, що описує вектор з точки зору конкретного впорядкованого базису. Координати завжди задаються відносно впорядкованого базису. Базиси та пов'язані з ними координатні представлення дозволяють задати векторні простори та лінійні перетворення за допомогою вектор-стовпчиків, вектор-рядків та матриць, тому вони корисні для обчислень.
Ідея координатного вектору також може бути використана для нескінченновимірних векторних просторів, як описано нижче.

## Визначення
Нехай V — векторний простір розмірності n над полем F і нехай
{\displaystyle B=\{b_{1},b_{2},\ldots ,b_{n}\}}
буде впорядкованим базисом для V. Тоді для кожного {\displaystyle v\in V} існує єдина лінійна комбінація базових векторів, яка дорівнює v:
{\displaystyle v=\alpha _{1}b_{1}+\alpha _{2}b_{2}+\cdots +\alpha _{n}b_{n}.}
Координатний вектор v відносно B — це послідовність координат
{\displaystyle [v]_{B}=(\alpha _{1},\alpha _{2},\cdots ,\alpha _{n}).}
Яка також називається поданням або представленням v відносно базису B. Значення {\displaystyle \alpha _{s}} називаються координатами v. Порядок базису важливий, оскільки визначає порядок, в якому коефіцієнти будуть перераховані в координатному векторі.
Координатні вектори скінченно-вимірних векторних просторів можуть бути представлені матрицями у вигляді векторів-стовпців або рядків. У наведеній нотації можна писати
{\displaystyle [v]_{B}={\begin{bmatrix}\alpha _{1}\\\vdots \\\alpha _{n}\end{bmatrix}}}
або
{\displaystyle [v]_{B}={\begin{bmatrix}\alpha _{1}&\alpha _{2}&\dots &\alpha _{n}\end{bmatrix}}.}

## Стандартне представлення
Ми можемо позначити вище наведене перетворення шляхом визначення функції {\displaystyle \phi _{B}}, яка називається стандартним представленням V відносно базису B, вона переводить кожен вектор у його координатне представлення: {\displaystyle \phi _{B}(v)=[v]_{B}}. Тоді {\displaystyle \phi _{B}} є лінійним перетворенням з V до F n. Фактично, це ізоморфізм, і тому зворотне перетворення {\displaystyle \phi _{B}^{-1}\colon F^{n}\to V} є просто
{\displaystyle \phi _{B}^{-1}(\alpha _{1},\ldots ,\alpha _{n})=\alpha _{1}b_{1}+\cdots +\alpha _{n}b_{n}.}
Як варіант, ми могли б спочатку визначити {\displaystyle \phi _{B}^{-1}}, оскільки, {\displaystyle \phi _{B}^{-1}} є ізоморфізмом, а потім визначити {\displaystyle \phi _{B}}, як зворотне перетворення.

## Приклади

### Приклад 1
Нехай {\displaystyle P_{3}} — простір усіх алгебраїчних поліномів ступеня не більше 3 (тобто найвищий показник степеня x може бути 3). Цей простір є лінійним, його базисом будуть такі многочлени:
{\displaystyle B_{P}=\left\{1,x,x^{2},x^{3}\right\}.}
Відповідно
{\displaystyle 1:={\begin{bmatrix}1\\0\\0\\0\end{bmatrix}};\quad x:={\begin{bmatrix}0\\1\\0\\0\end{bmatrix}};\quad x^{2}:={\begin{bmatrix}0\\0\\1\\0\end{bmatrix}};\quad x^{3}:={\begin{bmatrix}0\\0\\0\\1\end{bmatrix}}}
тоді координатним вектором, що відповідає многочлену
{\displaystyle p\left(x\right)=a_{0}+a_{1}x+a_{2}x^{2}+a_{3}x^{3}}
буде
{\displaystyle {\begin{bmatrix}a_{0}\\a_{1}\\a_{2}\\a_{3}\end{bmatrix}}.}
Згідно з цим представленням, диференціальний оператор d/dx, який ми позначимо як D, буде представлений наступною матрицею:
{\displaystyle Dp(x)=P'(x);\quad [D]={\begin{bmatrix}0&1&0&0\\0&0&2&0\\0&0&0&3\\0&0&0&0\\\end{bmatrix}}}
Використовуючи цей метод, легко вивчити властивості оператора: такі як оберненість, ермітовість або антиермітовість, тощо, спектр і власні значення, тощо.

### Приклад 2
Матриці Паулі, які представляють оператор спіну при перетворенні власних станів спіну у векторні координати.

## Матриця перетворення базисів
Нехай B і C — дві різні базиси векторного простору V, позначимо їх як матрицю {\displaystyle \lbrack M\rbrack _{C}^{B}}, яка має стовпці, що складаються з представлення у базисі C базових векторів b1, b2 ,…, bn:
{\displaystyle \lbrack M\rbrack _{C}^{B}={\begin{bmatrix}\lbrack b_{1}\rbrack _{C}&\cdots &\lbrack b_{n}\rbrack _{C}\end{bmatrix}}}
Ця матриця називається матрицею перетворення базису B до базису C. Що можна розглядати як автоморфізм над V. Будь-який вектор v, представлений у базисі B, може бути перетворений на представлення у базисі C наступним чином:
{\displaystyle \lbrack v\rbrack _{C}=\lbrack M\rbrack _{C}^{B}\lbrack v\rbrack _{B}.}
Якщо E є стандартним базисом, то позначення можна спростити, просто опустивши символ E, при цьому перетворення від базису B до E буде таким:
{\displaystyle v=\lbrack M\rbrack ^{B}\lbrack v\rbrack _{B}.}
Де
{\displaystyle {\begin{aligned}v&=\lbrack v\rbrack _{E},\\\lbrack M\rbrack ^{B}&=\lbrack M\rbrack _{E}^{B}.\end{aligned}}}
Щодо перетворення базису зауважте, що верхній індекс матриці перетворення M та ніжній індекс координатного вектора v, є однаковими, і, хоча може виникнути бажання щось спростити, але робити цього не варто. Також це може служити допоміжним засобом для запам'ятовування, важливо зазначити, що ніякого скасування не відбувається.

### Наслідок
Нехай матриця M є оберненою матрицею, а M −1 є базовою матрицею перетворення від C до B. Іншими словами,
{\displaystyle {\begin{aligned}&\operatorname {Id} \\[3pt]={}&\lbrack M\rbrack _{C}^{B}\lbrack M\rbrack _{B}^{C}=\lbrack M\rbrack _{C}^{C}\\[3pt]={}&\lbrack M\rbrack _{B}^{C}\lbrack M\rbrack _{C}^{B}=\lbrack M\rbrack _{B}^{B}\end{aligned}}}

## Нескінченновимірні векторні простори
Припустимо, V — нескінченновимірний векторний простір над полем F. Якщо його розмірність дорівнює k, то існує деякий базис з k елементів для V. Після вибору порядку базис можна вважати впорядкованим. Елементи V — це скінченні лінійні комбінації елементів базису, які породжують єдине координатне представлення саме так, як описано вище. Єдина відмінність полягає в тому, що множина індексів для координат не є скінченною. Оскільки даний вектор v є скінченною лінійною комбінацією базових елементів, єдиними ненульовими записами вектора координат для v будуть ненульові коефіцієнти лінійної комбінації, що представляє v. Таким чином, координати вектору v будуть нулями, за винятком скінченної множини координат.
Лінійні перетворення між (можливо) нескінченновимірними векторними просторами можна моделювати аналогічно скінченновимірному випадку з нескінченними матрицями. Окремий випадок перетворень з V у V описаний у повних лінійних кільцях.